# Artarmon, New South Wales
Artarmon este o suburbie în Sydney, Australia.